# Josip Kotnik
Josip Kotnik (Plaški, pokraj Karlovca, 21. ožujka 1923. – Rijeka, 20. kolovoza 1990.) bio je sudionik narodnooslobodilačke borbe, visoki časnik JNA, inženjer elektrotehnike i stručnjak za aeronutiku.

## Životopis

### Djetinjstvo i mladost
Josip Kotnik rođen je u obitelji slovenskih doseljenika u Plaškom, koji su se iz Celja, u Sloveniji, doselili u Plaški, kako bi radili u drvoprerađivačkoj industriji. U starom zavičaju, u Celju, njihov je djed, Franc Kotnik, bio veleposjednik, u sklopu čijeg se imanja nalazilo petnaestak kuća, te je navodno bio potomak plemićke obitelji koja je korijene vukla od grofova Celjskih, točnije Friedricha Celjskog i Veronike Deseničke. Grob obitelji Kotnik (njem. Kottnig) nalazi se u Frankolovu kod Celja, gdje su pokopani pripadnici obitelji Kotnik, pa tako i Josip Kotnik, koji je umro u Rijeci, u kolovozu 1990.

### Drugi svjetski rat i poraće
Tijekom Drugoga svjetskog rata bio je na dužnosti obavještajnog časnika u Drugoj moslavačkoj brigadi, da bi kraj rata, u svibnju 1945., dočekao u Mariboru, u Sloveniji, kao vojnoobavještajni časnik u stožeru 33. NO divizije, u sklopu Treće (3.) Jugoslavenske armije (JA), da bi kao takav, zbog poznavanja pet stranih jezika, sudjelovao kao prevoditelj Milana Baste u pregovorima s Britancima, koji su se odvijali kod Bleiburga, o bezuvjetnoj kapitulaciji vojske NDH i njihovoj predaji jedinicama JA, natrag u Jugoslaviju.
Kotnik je bio osobno zadužen za odvođenje i predaju civila na području Slovenj Gradeca jedinicama u stožeru 12. proleterske brigade 51. divizije u sklopu Treće (3.) Jugoslavenske armije (JA).
Svoja zapažanja na sudbine ljudi i minule događaje iznio je u knjizi "Svi umiru jednako", u izdanju Globusa, iz 1990., u kojoj po njegovoj ocjeni najveću krivnju za stradanja zarobljenih vojnika i civila snose podjednako ustaški i jugoslavenski vojno-politički vrh. Tadašnji ministar kulture u Vladi RH, Vlatko Pavletić, je neposredno po izlasku knjige smatrao kako se po knjizi treba snimiti film, ali zbog silnog otpora i kritike, od istog se odustalo.

### Karijera u socijalističkoj Jugoslaviji
Nakon rata karijeru je gradio u JNA, iz koje je na vlastiti zahtjev demobiliziran 1968., u činu pukovnika Jugoslavenske ratne mornarice. Još tijekom vojne karijere, 1954, diplomirao je elektrotehniku u Zagrebu, da bi 1965. doktorirao na Tehničkom veleučilištu u Zagrebu, a 1970. je diplomirao i na Ekonomskom fakultetu u Zagrebu. Kao mornarički pukovnik Jugoslavenske armije te nakon odlaska iz vojne službe 1968. bio je voditelj više tehničkih, vojnotehničkih i ekonomskih projekata, institucija i poduzeća.
Nakon izlaska iz JNA, radio je kao vanjski suradnik, predavač na zagrebačkom FER-u., a od 1977. radi kao predavač na katedri za tehniku svemirskih letova pri Tehničkom fakultetu u Münchenu, u SR Njemačkoj. Bio je jedan od  inicijatora utemeljenja Sveučilišnog računskog centra Sveučilišta u Zagrebu iz 1971. 
Tijekom svoje bogate karijere aktivno se bavio razvojem vojnih uređaja i raketne tehnike te izučavao problematiku svemirskih letova. Naime, Kotnik je konstruirao žiroskop primijenjen u američkom Svemirskom programu Apollo, zatim je surađivao u izgradnji najveće amaterske trostupanjske rakete na svijetu kao glavni izvršitelj njezina lansiranja 1967. na Fruškoj gori. Posebno se istaknuo afirmiranjem astronautike u široj populaciji te praćenjem silaska prvih ljudi na Mjesec u prijenosu RTV Zagreba, te brojnim drugim  televizijskim i radijskim emisijama i tiskovinama. Među ostalim, napisao je knjigu "Čovjek u svemiru", iz 1968. Josip Kotnik je imao više od dvadesetak patenata za dijelove raketa u JNA, ali mu nikad nisu priznati. Bio je pukovnik sa završenim fakultetima ekonomije i elektrotehnike. Osim slavnog američkog trojca, poznavao je Wernhera von Brauna i Hermanna Obertha, tvorce V1 i V2 raketa, kao i Jurija Gagarina, prvog čovjeka u svemiru.

## Djela
- „Čovjek u Svemiru”, Narodna tehnika NR Hrvatske: Zagreb, 1968.
- „Svi umiru jednako”, Globus: Zagreb, 1990.